# Luis Cuello
Luis Alberto Cuello Peña y Lillo (Santiago, 24 de enero de 1977) es un abogado y político chileno militante del Partido Comunista (PCCh). Desde marzo de 2022 ejerce como diputado por el Distrito N°7 de la Región de Valparaíso. 

## Biografía
Es hijo de Alberto Cuello Yuschkewitz y de María Peña y Lillo Opazo. Está casado con Sussy Arancibia Tobar. Padre de tres hijos.
Egresó de enseñanza media del Internado Nacional Barros Arana (INBA) y estudió Derecho en la Universidad de Valparaíso, donde se licenció en Ciencias Jurídicas. Se tituló como abogado en 2012.
Fue asesor del Colegio de Periodistas de Chile en materias de libertad de expresión y representante en acciones administrativas y judiciales de organizaciones y movimientos sociales y de carácter constitucional, telecomunicaciones y medios de comunicación. Fue parte Ritoque FM y columnista de Cooperativa.cl.
Inicia su trayectoria política como activista social. Es integrante del movimiento territorial “La Gómez Organizada” y creador e impulsor del proyecto  "La otra prensa". Se desempeñó como asesor de la bancada comunista en la Cámara de Diputados, siendo parte de distintas causas, especialmente ante el Tribunal Constitucional (TC).
En 2021 presentó su candidatura a convencional constituyente por el Distrito N°7 de Valparaíso por el pacto Apruebo Dignidad, donde no logró ser elegido. En agosto de ese año postuló por un escaño en la Cámara por el mismo Distrito N°7, que abarca a las comunas de Viña del Mar, Algarrobo, Valparaíso, Cartagena, Casablanca, Concón, San Antonio, El Quisco, El Tabo, Rapa Nui, Juan Fernández y Santo Domingo. Fue electo con 13.342 votos, correspondientes al 3,74% del total de sufragios válidos.

## Historial electoral

### Elecciones de convencionales constituyentes de 2021
- Elecciones de convencionales constituyentes de 2021, para convencional constituyente por el distrito 7 (Algarrobo, Cartagena, Casablanca, Concón, El Quisco, El Tabo, Isla de Pascua, Juan Fernández, San Antonio, Santo Domingo, Valparaíso, Viña del Mar)[2]

| Candidato                  | Pacto               | Partido | Votos  | %    | Resultados   |
| -------------------------- | ------------------- | ------- | ------ | ---- | ------------ |
| Jaime Bassa Mercado        | Apruebo Dignidad    | ILYQ    | 43 507 | 13.1 | Convencional |
| Jorge Arancibia Reyes      | Vamos por Chile     | ILXP    | 21 523 | 6.5  | Convencional |
| Camila Zárate Zárate       | La Lista del Pueblo | ILZN    | 18 939 | 5.7  | Convencional |
| Agustín Squella Narducci   | Lista del Apruebo   | ILYB    | 17 710 | 5.3  | Convencional |
| Tania Madriaga Flores      | La Lista del Pueblo | ILZN    | 15 017 | 4.5  | Convencional |
| Raúl Celis Montt           | Vamos por Chile     | RN      | 13 733 | 4.1  | Convencional |
| Tomás Lagomarsino Guzmán   | La Lista del Pueblo | ILZN    | 12 614 | 3.8  |              |
| Luis Cuello Peña y Lillo   | Apruebo Dignidad    | PCCh    | 12 199 | 3.7  |              |
| Juan Rodríguez Oyarzún     | Vamos por Chile     | ILXP    | 12 075 | 3.6  |              |
| Cristián Bellei Carvacho   | Apruebo Dignidad    | ILYQ    | 9802   | 3.0  |              |
| Constanza Valdés Contreras | Apruebo Dignidad    | COM     | 6634   | 2.0  |              |
| Paz Anastasiadis Le Roy    | Lista del Apruebo   | DC      | 5943   | 1.8  |              |
| Hotuiti Teao Drago         | Vamos por Chile     | ILXP    | 4974   | 1.5  |              |
| Pedro Cayuqueo Millaqueo   | Lista del Apruebo   | ILYB    | 4761   | 1.4  |              |
| María José Oyarzún Solís   | Apruebo Dignidad    | RD      | 2584   | 0.8  | Convencional |

### Elecciones parlamentarias de 2021
- Elecciones parlamentarias de 2021 a Diputados por el distrito 7 (Algarrobo, Cartagena, Casablanca, Concón, El Quisco, El Tabo, Isla de Pascua, Juan Fernández, San Antonio, Santo Domingo, Valparaíso y Viña del Mar)[3]

| Candidato                    | Pacto                   | Partido | Votos  | %   | Resultados |
| ---------------------------- | ----------------------- | ------- | ------ | --- | ---------- |
| Tomás Lagomarsino Guzmán     | Nuevo Pacto Social      | Ind-PR  | 26 349 | 7.4 | Diputado   |
| Jorge Brito Hasbún           | Apruebo Dignidad        | RD      | 23 358 | 6.6 | Diputado   |
| Andrés Celis Montt           | Chile Podemos Más       | RN      | 19 101 | 5.3 | Diputado   |
| Camila Rojas Valderrama      | Apruebo Dignidad        | COM     | 17 761 | 4.9 | Diputada   |
| Luis Sánchez Ossa            | Frente Social Cristiano | PRCh    | 16 347 | 4.6 | Diputado   |
| Hotuiti Teao Drago           | Chile Podemos Más       | Ind-EVO | 16 061 | 4.5 | Diputado   |
| Luis Cuello Peña y Lillo     | Apruebo Dignidad        | PCCh    | 13 305 | 3.7 | Diputado   |
| Tarek Giacamán Mahana        | Chile Podemos Más       | EVO     | 13 141 | 3.7 |            |
| Paul Sfeir Rubio             | Frente Social Cristiano | PRCh    | 8982   | 2.5 |            |
| Juan Pablo Rodríguez Oyarzun | Chile Podemos Más       | UDI     | 8840   | 2.5 |            |
| Jorge Castro Muñoz           | Chile Podemos Más       | UDI     | 8718   | 2.4 |            |
| Carmen Ibáñez Soto           | Chile Podemos Más       | RN      | 7692   | 2.2 |            |
| Constanza Valdés Contreras   | Apruebo Dignidad        | COM     | 7339   | 2.1 |            |
| Tomás De Rementería Venegas  | Nuevo Pacto Social      | Ind-PS  | 5820   | 1.6 | Diputado   |
| María de la Paz Riveros      | Chile Podemos Más       | EVO     | 5192   | 1.5 |            |
| Pedro Huichalaf Roa          | Nuevo Pacto Social      | PPD     | 2307   | 0.7 |            |
| Leslie Sánchez Lobos         | Nuevo Pacto Social      | PL      | 1450   | 0.4 |            |